# Kabulia
Kabulia is een geslacht van rechtvleugeligen uit de familie veldsprinkhanen (Acrididae). De wetenschappelijke naam van dit geslacht is voor het eerst geldig gepubliceerd in 1928 door Ramme.

## Soorten
Het geslacht Kabulia omvat de volgende soorten:
- Kabulia afghana Ramme, 1928
- Kabulia balucha Uvarov, 1931
- Kabulia evansi Uvarov, 1931
- Kabulia indica Ramme, 1928
- Kabulia kostylevi Bey-Bienko, 1949
- Kabulia nuristana Ramme, 1952